# Morgan Sanson
Morgan Sanson (Saint-Doulchard, 18 augustus 1994) is een Frans voetballer die doorgaans als offensieve middenvelder speelt. Hij tekende in januari 2020 bij Aston Villa, dat hem voor circa €16.000.000,- overnam van Olympique Marseille.

## Clubcarrière
Sanson speelde in de jeugd bij Gazélec Bourges en Bourges. Op vijftienjarige leeftijd trok hij naar Le Mans. Hij werd in de voorbereiding van het seizoen 2012-2013 bij het eerste elftal gehaald. Hij maakte zijn profdebuut op 3 augustus 2012 tegen Dijon. Sanson viel tien minuten voor tijd in voor Idrissa Sylla. Op 22 december 2012 scoorde hij zijn eerste profdoelpunt in de met 2-3 verloren thuiswedstrijd van AS Monaco. In de zomertransferperiode van 2013 werd hij voor een bedrag van 700.000 euro getransfereerd naar Montpellier HSC, waar hij voor vier seizoenen tekende.

## Interlandcarrière
Sanson kwam uit voor diverse Franse jeugdelftallen. Hij debuteerde in 2013 in Frankrijk -21.
2 Cash ·
3 Carlos ·
4 Konsa ·
5 Mings ·
6 Barkley ·
7 McGinn  ·
8 Tielemans ·
Rashford ·
10 Buendía ·
11 Watkins ·
12 Digne ·
14 Torres ·
18 Gauci ·
19 Philogene ·
20 Nedeljković ·
22 Maatsen ·
23 Martínez ·
24 Onana ·
25 Olsen ·
26 Bogarde ·
27 Rogers ·
30 Hause ·
31 Bailey ·
41 Ramsey ·
44 Kamara ·
50 Swinkels ·
Coach: Emery